# Norbert Dörmann
Norbert Dörmann (ur. 31 sierpnia 1958) – niemiecki piłkarz występujący na pozycji obrońcy.

## Kariera
Dörmann zawodową karierę rozpoczynał w klubie FC Schalke 04. W Bundeslidze zadebiutował 1 marca 1977 w zremisowanym 2:2 meczu z Rot-Weiss Essen. W sezonie 1976/1977 wywalczył z Schalke wicemistrzostwo Niemiec. 16 grudnia 1978 w zremisowanym 4:4 spotkaniu z Eintrachtem Brunszwik zdobył pierwszą bramkę w trakcie gry w Bundeslidze.
W 1979 roku odszedł do innego pierwszoligowego zespołu - Borussii Dortmund. Pierwszy ligowy mecz w jej barwach zaliczył 11 sierpnia 1979 przeciwko Eintrachtowi Frankfurt (1:0). W ciągu dwóch sezonów dla Borussii zagrał 33 razy.
W 1981 roku został graczem drugoligowej Alemannii Akwizgran. Zadebiutował tam 1 sierpnia 1981 w zremisowanym 1:1 pojedynku ze Stuttgarter Kickers. Do 1984 roku w Alemannii Dörmann rozegrał 100 ligowych spotkań i strzelił 14 goli.
W 1984 roku podpisał kontrakt z Rot-Weiß Oberhausen, również grającym w 2. Bundeslidze. Spędził tam dwa sezony. W 1986 powrócił do Alemannii, gdzie grał przez kolejny rok. Potem był graczem klubów Wuppertaler SV oraz 1. FC Bocholt, a w 1989 roku zakończył karierę.